# Ульрих, Ромео Корнильевич
Ромео Корнильевич Ульрих (1809—1884) — инженер-генерал, комендант Брест-Литовской крепости и Варшавской Александровской цитадели.

## Биография
Ромео Корнильевич Ульрих родился 18 ноября 1809 года в Пернове в семье капитана Корнелия Эдуарда Ульриха и происходил из дворян Лифляндской губернии.
Образование получил в Главном инженерном училище, из которого выпущен 26 ноября 1828 года прапорщиком в инженерные войска. В 1829 году окончил нижний офицерский класс при этом училище.
В 1831 году принимал участие в подавлении восстания в Польше.
В 1849 году участвовал в Венгерской кампании, за отличие произведён в подполковники 3-го сапёрного батальона (8 июля).
19 января 1853 года назначен командиром 1-го сапёрного батальона, 11 апреля следующего года получил чин полковника. Во время Крымской войны находился в составе войск, прикрывавших побережье Балтийского моря от возможной высадки англо-французских войск.
23 октября 1861 года назначен командующим 1-й сапёрной бригадой и 25 декабря того же года произведён в генерал-майоры с утверждением в должности начальника бригады. В 1867 году ему был пожалован майорат в Царстве Польском с ежегодным доходом в 1500 рублей, а 24 ноября 1869 года Ульрих был произведён в генерал-лейтенанты.
С марта 1871 года был исправляющим должность коменданта Брест-Литовской крепости и вскоре утверждён в должности. 3 февраля 1877 года назначен комендантом Варшавской Александровской цитадели и в следующем году пожалован орденом Святого Александра Невского, а в 1880 году получил знак отличия за L лет беспорочной службы.
В день коронации Александра III 15 мая 1883 года Ульрих, которому шёл уже 74-й год, за отличие по службе был произведён в инженер-генералы, с увольнением от должности и зачислением в запас инженерного корпуса.
9 января 1884 года скончался в Варшаве на 75-м году жизни.
Его младший брат Василий, также начинавший службу в инженерных войсках, впоследствии был Эстляндским гражданским губернатором, затем состоял при Министерстве внутренних дел и закончил службу в чине генерала от инфантерии.

## Награды
За свою службу был награждён многими российскими и иностранными орденами, в их числе
Российские:
- Орден Святой Анны 4-й степени с надписью «За храбрость» (1831 год, за Польскую кампанию)
- Польский знак отличия за военное достоинство (Virtuti Militari) 4-й степени (1831 год)
- Орден Святой Анны 2-й степени (1848 год; Императорская корона к этому ордену пожалована в 1850 году)
- Орден Святого Владимира 4-й степени с бантом (1849 год, за Венгерскую кампанию)
- Орден Святого Георгия 4-й степени (26 ноября 1851 года, за беспорочную выслугу 25 лет в офицерских чинах, № 8706 по кавалерскому списку Григоровича — Степанова)
- Орден Святого Станислава 2-й степени с Императорской короной (1857 год)
- Орден Святого Владимира 3-й степени с мечами (1860 год)
- Орден Святого Станислава 1-й степени (1864 год)
- Орден Святой Анны 1-й степени с мечами (1866 год)
- Орден Святого Владимира 2-й степени с мечами (1868 год)
- Орден Белого Орла (1875 год)
- Орден Святого Александра Невского (28 ноября 1878 года)

Иностранные:
- Австрийский орден Леопольда (1850 год)
- Прусский орден Красного Орла 3-й степени (1853 год)
- Прусский орден Красного Орла 2-й степени (1860 год)